# Masłowskoje (obwód nowogrodzki)
Masłowskoje (ros. Масловское) – wieś (sieło) w Rosji, w obwodzie nowogrodzkim, w rejonie poddorskim. W 2010 liczyła 439 mieszkańców.